# لارس بلوخ
لارس بلوخ هو ممثل دانمركي، ولد في 6 أغسطس 1938 في الدنمارك.

## وصلات خارجية
- لارس بلوخ على موقع IMDb (الإنجليزية)
- لارس بلوخ على موقع قاعدة بيانات الفيلم (الإنجليزية)